# Kirk Muller
Kirk Christopher Muller (* 8. Februar 1966 in Kingston, Ontario) ist ein ehemaliger kanadischer Eishockeyspieler und derzeitiger -trainer, der im Verlauf seiner aktiven Karriere zwischen 1980 und 2003 unter anderem 1476 Spiele für die New Jersey Devils, Canadiens de Montréal, New York Islanders, Toronto Maple Leafs, Florida Panthers und Dallas Stars in der National Hockey League auf der Position des Centers bestritten hat. In Diensten der Canadiens de Montréal gewann Muller, der im NHL Entry Draft 1984 an zweiter Gesamtposition ausgewählt worden war, im Jahr 1993 den Stanley Cup. Von 2011 bis 2014 war er Cheftrainer der Carolina Hurricanes aus der National Hockey League. Seit Juli 2023 ist er als Assistenztrainer bei den Washington Capitals in der NHL tätig.

## Karriere

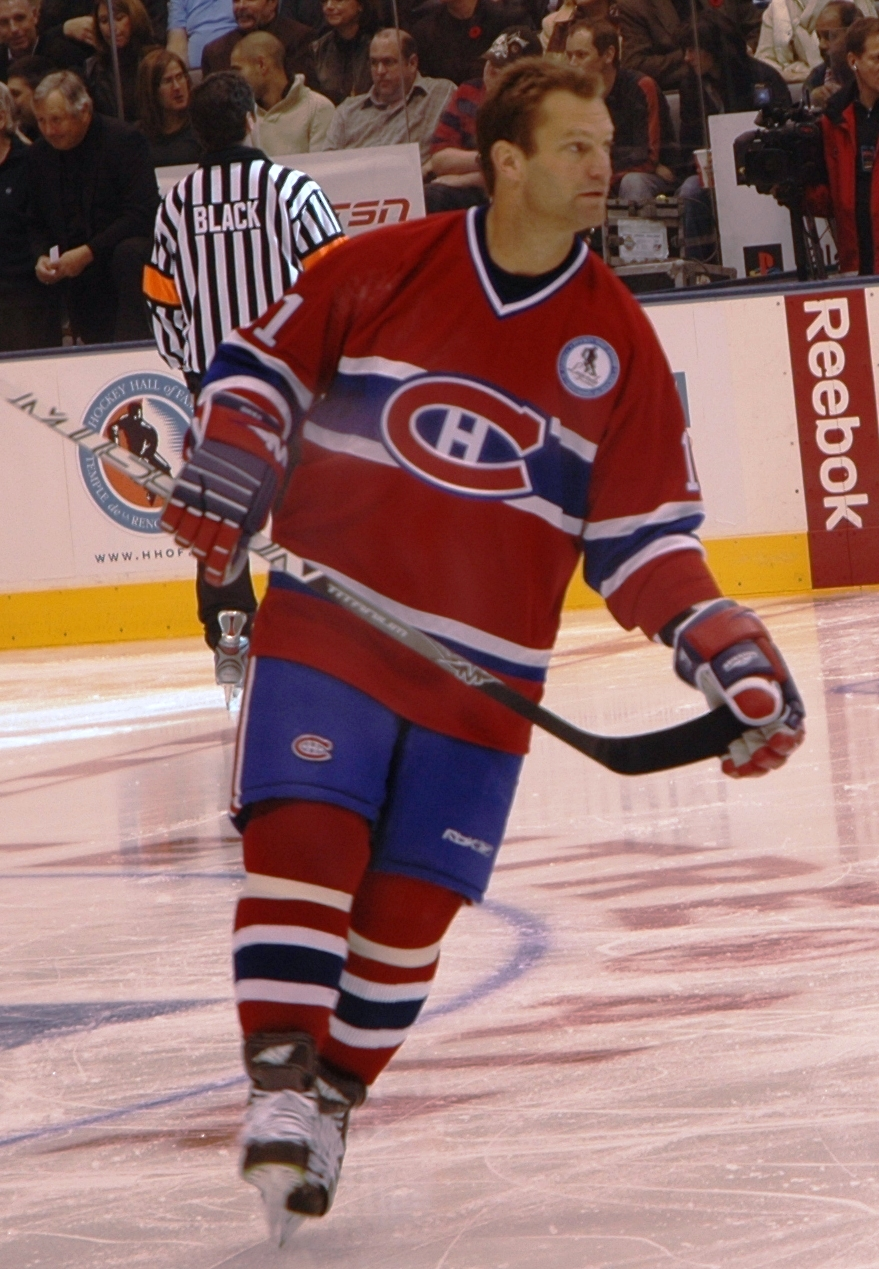
Muller im Trikot der Canadiens de Montréal

### Spielerkarriere
Bereits mit 14 Jahren spielte Muller mit den Junioren in der Ontario Hockey League in seiner Heimatstadt für die Kingston Canadians. Als 16-Jähriger kam er dann in den OHL-Draft und wechselte daher zu den Guelph Platers. Auch dort konnte er mit überzeugenden Leistungen auf sich aufmerksam machen. Nach 112 Punkten in seiner ersten Saison in Guelph wechselte er nach 94 Punkten in nur 49 Spielen in die kanadische Nationalmannschaft. Er spielte zuerst für Kanada bei der Junioren-Weltmeisterschaft und wechselte im Anschluss in das Nationalteam, das sich auf die Olympischen Winterspiele 1984 in Sarajevo vorbereitete. Mit zwei Toren und einem Assists überzeugte er auch bei Olympia. Beim NHL Entry Draft 1984 wurde er in der ersten Runde als zweiter Spieler von den New Jersey Devils ausgewählt. Vor ihm wurde nur Mario Lemieux geholt, doch zahlreiche Stars der folgenden Jahre wie Eddie Olczyk, Al Iafrate, Shayne Corson und Gary Roberts konnte Muller jedoch ausstechen.
Gleich in der Saison 1984/85 schaffte er den Sprung in die NHL. Er spielte alle 80 Spiele und schaffte 54 Punkte. Seine guten Leistungen wurden auch mit der Nominierung für das NHL All-Star Game belohnt. Sieben Jahre blieb er bei den Devils und verpasste nur vier Spiele in dieser Zeit. Mit 94 Punkten war die Saison 1987/88 seine erfolgreichste in New Jersey. Zur Saison 1991/92 wechselte er zu den Canadiens de Montréal. In seiner zweiten Saison in Montreal stellte er seine Bestleistung von 94 Punkten ein und führte das Team als Mannschaftskapitän in die Finals um den Stanley Cup. Dort konnte sich die Canadiens mit Startorhüter Patrick Roy gegen die Los Angeles Kings um Wayne Gretzky durchsetzen.
Die Fans in Montreal waren sprachlos, als man „Captain Kirk“ im Laufe der Saison 1994/95 gemeinsam mit Mathieu Schneider an die New York Islanders abgab, um Pierre Turgeon nach Montreal zurückzuholen. Mit Turgeon kam auch noch Wladimir Malachow nach Montreal. Auch Muller war geschockt, als er die Nachricht über seinen Wechsel erhielt und hatte bei den Interviews hierzu Tränen in den Augen. Die Zeit bei den Islanders war enttäuschend und nach nur 15 Spielen in der Saison 1995/96 wechselte er gemeinsam mit Don Beaupre und im Tausch für Damian Rhodes sowie Ken Belanger zu den Toronto Maple Leafs. Auch hier brachte er es nicht auf eine vollständige Spielzeit und gegen Ende der Saison 1996/97 ging seine Reise weiter zu den Florida Panthers. Dort spielte er mit mäßigem Erfolg bis zum Ende der Saison 1998/99. Zum Beginn der Saison 1999/2000 hatte er keinen Vertrag. Er machte sich Gedanken über seine Zukunft und unterschrieb im Dezember 1999 beim Stanley-Cup-Sieger des Vorjahres, den Dallas Stars, die eine Reihe von Verletzungen zu kompensieren hatten. Muller fand zu seiner guten Leistung vergangener Jahre zurück. Er kam mit den Stars in die Finals, wo jedoch die New Jersey Devils die Titelverteidigung verhinderten. In den späten Jahren seiner Karriere übernahm Muller eine deutlich defensivere Rolle. Bis zur Saison 2002/03 spielte er bei den Stars, bevor er seinen Rücktritt bekannt gab.

### Trainerkarriere
Zur Saison 2006/07 übernahm er den Posten des Assistenztrainers bei den Canadiens de Montréal. Diese Position hatte der Kanadier fünf Spielzeiten inne, bevor er im Juni 2011 als Cheftrainer der Milwaukee Admirals aus der American Hockey League verpflichtet wurde. Nach der Entlassung von Paul Maurice am 28. November 2011 folgte die Beförderung zum Cheftrainer der Carolina Hurricanes. Nach drei Spielzeiten ohne einmal die Play-offs zu erreichen wurde Muller zum Ende der Saison 2013/14 entlassen. Daraufhin engagierten ihn die St. Louis Blues als Assistenztrainer. Nach zwei Jahren bei den St. Louis Blues erhielt er keinen neuen Vertrag und wurde infolgedessen – ebenfalls als Assistent – von den Canadiens de Montréal verpflichtet. Dort war er etwa viereinhalb Jahre aktiv, bis er im Februar 2021 samt Cheftrainer Claude Julien entlassen wurde. In gleicher Funktion stellten ihn in der Folge im Juni 2021 die Calgary Flames ein, ebenso wie im Juli 2023 die Washington Capitals.

## Erfolge und Auszeichnungen
| - 1982 Jack Ferguson Award - 1983 William Hanley Trophy - 1983 OHL Third All-Star Team - 1984 OHL Third All-Star Team - 1985 Teilnahme am NHL All-Star Game - 1986 Teilnahme am NHL All-Star Game | - 1987 Teilnahme am Rendez-vous ’87 - 1988 Teilnahme am NHL All-Star Game - 1990 Teilnahme am NHL All-Star Game - 1992 Teilnahme am NHL All-Star Game - 1993 Teilnahme am NHL All-Star Game - 1993 Stanley-Cup-Gewinn mit den Canadiens de Montréal |

### International
- 1985 Silbermedaille bei der Weltmeisterschaft
- 1986 Bronzemedaille bei der Weltmeisterschaft
- 1989 Silbermedaille bei der Weltmeisterschaft

## Karrierestatistik

### International
| Vertrat Kanada bei: - Junioren-Weltmeisterschaft 1984 - Olympischen Winterspielen 1984 - Weltmeisterschaft 1985 | - Weltmeisterschaft 1986 - Weltmeisterschaft 1987 - Weltmeisterschaft 1989 | Vertrat die National Hockey League bei: - Rendez-vous ’87 |

(Legende zur Spielerstatistik: Sp oder GP = absolvierte Spiele; T oder G = erzielte Tore; V oder A = erzielte Assists; Pkt oder Pts = erzielte Scorerpunkte; SM oder PIM = erhaltene Strafminuten; +/− = Plus/Minus-Bilanz; PP = erzielte Überzahltore; SH = erzielte Unterzahltore; GW = erzielte Siegtore; 1 Play-downs/Relegation; Kursiv: Statistik nicht vollständig)

### NHL-Trainerstatistik
(Legende zur Trainerstatistik: Sp oder GC = Spiele insgesamt; W oder S = erzielte Siege; L oder N = erzielte Niederlagen; T oder U = erzielte Unentschieden; OTL oder OTN = erzielte Niederlagen nach Overtime oder Shootout; Pts oder Pkt = erzielte Punkte; Pts% oder Pkt% = Punktquote; Win% = Siegquote; Resultat = erreichte Runde in den Play-offs)